# Painesville (Ohio)
Painesville es una ciudad ubicada en el condado de Lake en el estado estadounidense de Ohio. En el Censo de 2010 tenía una población de 19563 habitantes y una densidad poblacional de 1.077,35 personas por km².

## Geografía
Painesville se encuentra ubicada en las coordenadas 41°43′25″N 81°15′12″O / 41.72361, -81.25333. Según la Oficina del Censo de los Estados Unidos, Painesville tiene una superficie total de 18.16 km², de la cual 16.28 km² corresponden a tierra firme y (10.36%) 1.88 km² es agua.

## Demografía
Según el censo de 2010, había 19563 personas residiendo en Painesville. La densidad de población era de 1.077,35 hab./km². De los 19563 habitantes, Painesville estaba compuesto por el 68.22% blancos, el 13.06% eran afroamericanos, el 0.27% eran amerindios, el 0.76% eran asiáticos, el 0.03% eran isleños del Pacífico, el 13.2% eran de otras razas y el 4.46% pertenecían a dos o más razas. Del total de la población el 21.97% eran hispanos o latinos de cualquier raza.